# Batriasymmodes troglodytes
Batriasymmodes troglodytes är en skalbaggsart som först beskrevs av Park 1951.  Batriasymmodes troglodytes ingår i släktet Batriasymmodes och familjen kortvingar. Inga underarter finns listade i Catalogue of Life.